# Monthelon (Saône-et-Loire)
Monthelon ist eine französische Gemeinde mit 375 Einwohnern (1. Januar 2022) im Département Saône-et-Loire in der Region Bourgogne-Franche-Comté.

## Geografie
Die Gemeinde Monthelon liegt östlich des Morvan-Massives etwa sechs Kilometer westlich der Stadt Autun an der Celle, die unterhalb des Ortes in den Arroux mündet. An der westlichen Gemeindegrenze mündet der Méchet ebenfalls in den Arroux.

## Sehenswürdigkeiten

Wappen der Familie Rabutin

Das Château de Monthelon ist seit dem 7. November 1927 als Monument historique eingestuft. Es geht auf das 15. Jahrhundert zurück und befindet sich in Privatbesitz. Der rechteckige Bau wird an der Nordost-Front von zwei Rundtürmen flankiert. An den Eingängen sind die Wappen der Familie Rabutin de Chantal mit dem Wappenspruch VIRESCIT VULNERE VIRTUS („die Tugend erhöht sich durch Wunden“) als Reliefs angebracht. Die Umlaufgalerie des Innenhofes stammt aus der Zeit der Renaissance.
Eine kleine Kapelle im Nordteil hat einen deutlich sichtbaren Glockenturm. Bei archäologischen Grabungen in der Nähe des Ortes wurde unter anderem eine Weiheinschrift für den Gott Amarcolitanus gefunden.

## Persönlichkeiten
Die heilige Johanna Franziska von Chantal (1572–1641), voller Name Jeanne-Françoise Frémyot, Baronne de Rabutin de Chantal, lebte zeitweise im Château de Monthelon.